# Hrušica (Novo Mesto, Slovenija)
Hrušica je naselje u slovenskoj Općini Novom Mestu. Hrušica se nalazi u pokrajini Dolenjskoj i statističkoj regiji Jugoistočnoj Sloveniji. 

## Stanovništvo
Prema popisu stanovništva iz 2002. godine naselje je imalo 148 stanovnika.